# Bila (Bibbia)
Bila è un personaggio della Bibbia (Antico Testamento).
Nel capitolo 29 della Genesi si racconta che Giacobbe sposò le due figlie di Labano: Lia (la maggiore) e Rachele (la minore). A Lia, Labano diede come servitrice Zilpa, mentre a Rachele diede Bila.

Lia generò quattro figli: Ruben, Simeone, Levi e Giuda. Dopo, non rimase più incinta. Rachele, invece non riuscì a dare figli al marito. Decise allora di proporre a Giacobbe di unirsi alla propria servitrice e di generare con lei un figlio. Il marito accettò e Bila diede a Giacobbe due figli: Dan e Neftali (Genesi 30).
In seguito Ruben perse la primogenitura a causa dei rapporti avuti con Bila.